# Phongsaly (huyện)
Huyện Phongsaly (tiếng Lào: ຜົ້ງສາລີ) là một huyện (muang) và là thủ phủ của tỉnh Phongsaly, Lào. Huyện có 6000 dân và nằm ở khu vực có độ cao khoảng 1430 mét trên sườn núi Phu Fa (1625 mét). Phongsaly về mùa Hè có nhiệt độ vừa phải 25-30 °C, nhưng thường có mưa. Vào thời điểm từ tháng 11 đến tháng 3, huyện này có nhiệt độ 10-18 °C, nhưng trời lại nắng.
Phongsaly tiếp giáp với tỉnh Điện Biên của Việt Nam ở phía Đông Bắc, với huyện Boun Neua ở phía tây, huyện Nhot Ou ở phía Bắc và Tây Bắc, huyện Samphanh ở phía Nam và Đông Nam, huyện Boun Tay ở phía tây Nam.